# Дєдов Володимир Миколайович
Володимир Миколайович Дєдов — директор Святогірського історико-архітектурного заповідника, заслужений працівник культури України.

## Біографія
Народився в 1956 році.
Навчався у Донецькому державному університеті і після його закінчення в 1980 році направлений працювати вчителем історії в середню школу Слов'яногірська (тепер Святогірськ).
З вересня 1981 року призначений завідувачем науково-дослідним відділом Святогірського державного історико-архітектурного заповідника.
У 2004 році відкрилася панорама «Святі гори в XVII столітті», яку Володимир Миколайович готував протягом декількох років і реалізував за допомогою групи харківських художників і архітекторів з науково-виробничого підприємства «Всесвітстрой».
У 2010 році за концепцією Дєдова у виставковому залі Свято-Успенської Святогорської Лаври пройшла виставка авторської іконопису Геннадія Жукова та Володимира Теличко.
Володимир Миколайович Дєдов є Головою депутатської фракції  Святогорської міської ради.

## Фільмографія
Автор науково-популярного фільму «Святі Гори» 1994–2001 виробництва кінокомпанії «ІРТК - Тор» і заповідника.